# Alchemilla rigescens
Alchemilla rigescens é uma espécie de rosácea do gênero Alchemilla, pertencente à família Rosaceae.